# Galtee Mountains
Le Galtee Mountains o Galty Mountains (in gaelico Na Gaibhlte o Sléibhte na gCoillte) sono un insieme di montagne che costituiscono una catena montuosa e ubicate nel Munster, provincia sud-orientale dell'Irlanda. Più precisamente si trovano nella Golden Vale e sorgono a cavallo delle contee di Tipperary, Contea di Cork e Kerry. 
La catena comprende le più alte cime dell'entroterra dell'isola tra cui la maggiore è la montagna di Galteemore.

## Orogenesi
Le Galtee sono tra le montagne più settentrionali formatesi in seguito al contatto la placca Euroasiatica e quella Africana.
L'area è stata condizionata da due grandi glaciazioni. Le cime arrotondate delle Galtees sarebbero dovute al fatto che i picchi più alti stessero al di sopra del ghiaccio. L'azione continua del disgelo sulle vette le avrebbe abbassate e corrose, dando vita al ghiaione che tuttora si trova su di esse. 
L'azione dei ghiacciai comportò la formazione di svariati circhi glaciali, che sono ormai diventati dei laghi naturali, ovviamente di origine glaciale.

## Etimologia
Il nome Galtee deriverebbe da una traduzione piuttosto approssimativa di Sléibhte na gCoillte, che tradotto significa " Montagne delle foreste", tuttavia il termine gaelico è ormai caduto in disuso. 

## Geografia antropica
La zona è rinomata e famosa non solo in Irlanda per le industrie casearie e il termine Galtee è ormai diventato il sinonimo di una delle più importanti industrie di cibo che nacque proprio nella zona. Mitchelstown, situata sul versante appartenente a Cork e Tipperary, sulla sponda settentrionale, sono i principali centri mercantili e commerciali dell'intera regione.